# Monument à Gavarni
Le Monument à Gavarni est un monument réalisé par le sculpteur Denys Puech et l'architecte Henri Guillaume, érigé en 1904 au centre de la place Saint-Georges dans le 9e arrondissement de Paris, à la mémoire du dessinateur satirique Paul Gavarni.

## Historique

### Première fontaine
Une première fontaine est installée au centre de la place Saint-Georges en 1824, à la requête des filles de monsieur Dosne, le lotisseur de la place, afin de procurer un abreuvoir pour chevaux. Elle est alors constituée de deux bassins superposés autour d'une colonne centrale, suivant un modèle courant.

Première fontaine représentée sur des tableaux
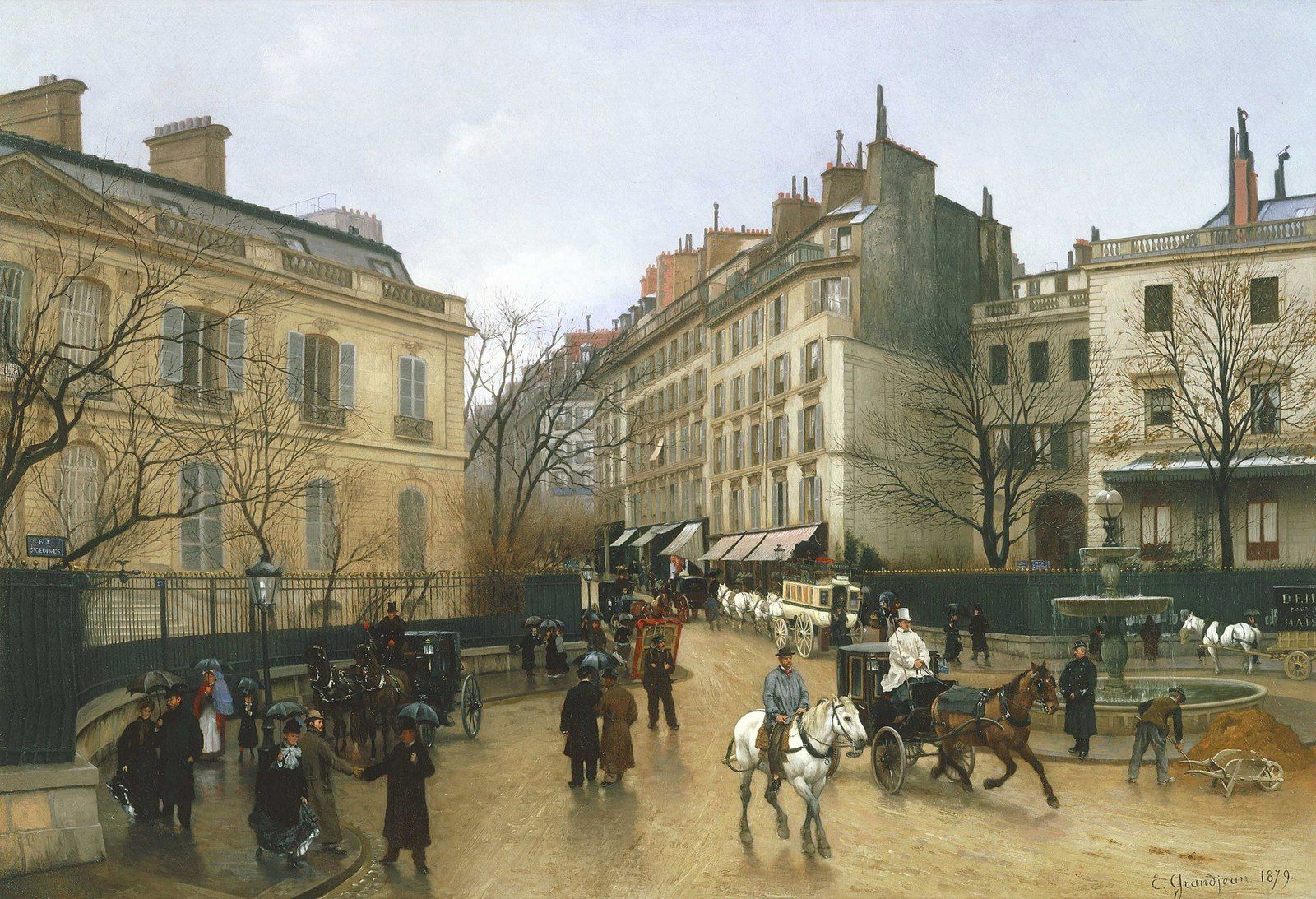
Edmond Grandjean (1879).
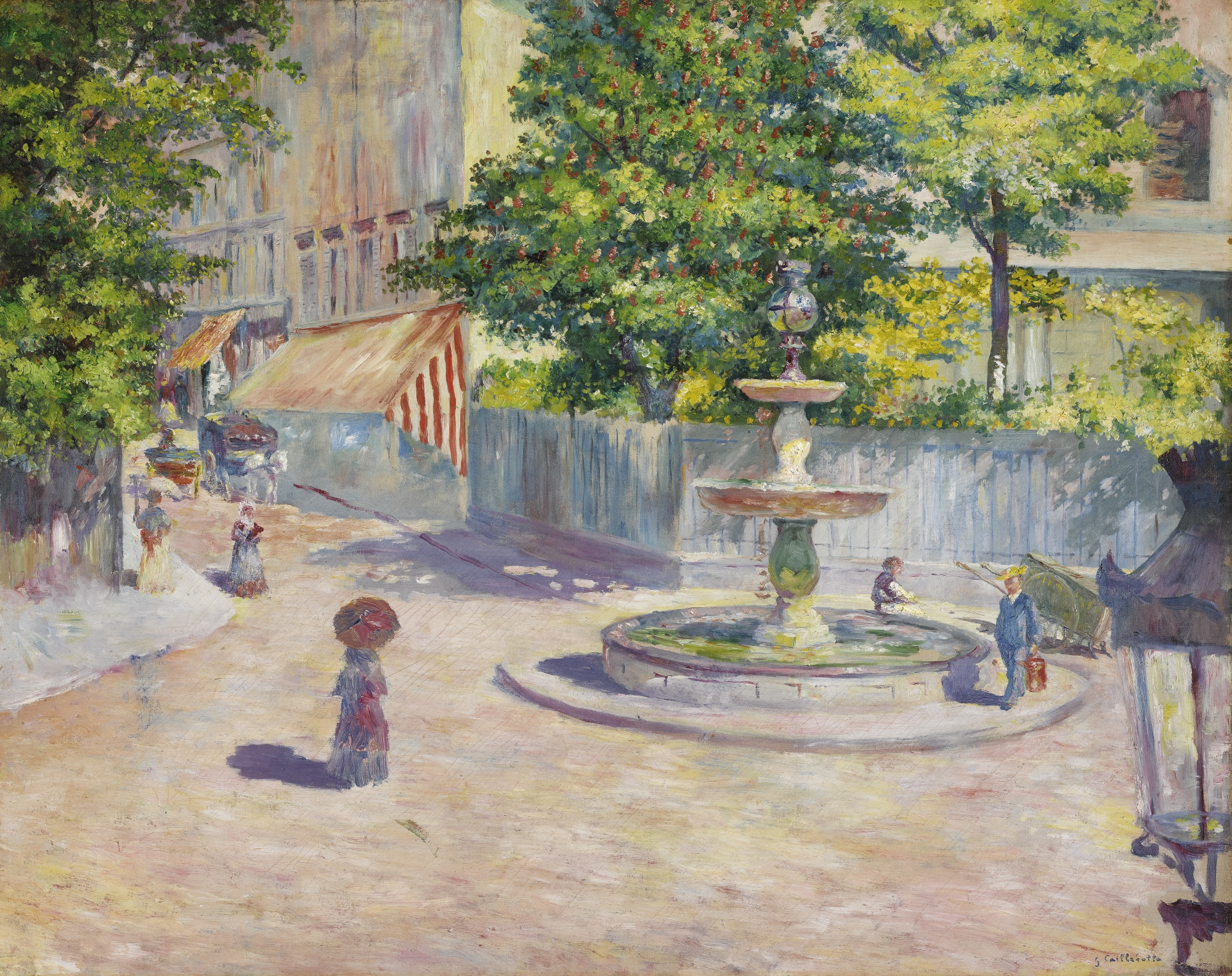
Gustave Caillebotte (1880).

### Monument à Gavarni
En 1901, la Société des peintres-lithographes souhaite élever à cet endroit un monument à la mémoire de Paul Gavarni, dessinateur satirique mort en 1866 qui habitait le quartier, rue Fontaine.
Un comité est donc formé pour mener à bien l'érection de ce monument, notamment organiser la souscription publique visant à recueillir les fonds nécessaires. Les peintres Jean-Léon Gérôme et Maurice Neumont en assurent respectivement la présidence et le secrétariat. Ce comité, qui se réunit pour la première fois chez Gérôme le 24 décembre 1901, organise une fête au Moulin-Rouge le 11 avril 1902,, puis une matinée à l'Opéra Comique initialement prévue le 5 mars 1903 ,, et reportée au 23 avril, avec un prologue d'Émile Blémont dit par Marie Leconte,. Ces événements rapportent respectivement 11 000 francs et 12 000 francs. Plusieurs subventions sont également accordées au comité, notamment 1 000 francs par arrêté du 22 mars 1904, portés à 2 000 francs par arrêté du 4 mai 1904.
La conception du monument est confiée au sculpteur Denys Puech et à l'architecte Henri Guillaume. Tenu par les obligations contractuelles de son histoire, la fonction de fontaine est maintenue. 
Le monument est inauguré le 3 décembre 1904 en présence notamment de :
- Henry Marcel, directeur des Beaux-Arts ;
- Henri Bouchot, directeur du département des estampes à la Bibliothèque nationale et vice-président du comité chargé de l'érection du monument (le président Gérôme étant mort en janvier 1904) ;
- Léonce Bénédite, conservateur du musée du Luxembourg et président de la Société des peintres-lithographes ;
- Georges Desplas, président du conseil municipal de Paris.

En 1907, le monument est temporairement transféré au Dépôt des marbres, le temps que la Société du chemin de fer électrique souterrain Nord-Sud construise la station Saint-Georges sur la ligne A (actuelle ligne 12) du métro de Paris.

En 2020, le monument à Gavarni est restauré dans le cadre du Budget participatif de la ville de Paris.

## Description
Le monument est constitué d'une colonne au sommet de laquelle se trouve un buste de Gavarni, représenté en train de dessiner sur un carnet de croquis.
Gavarni s'étant fait une spécialité de dessiner le Carnaval de Paris et ses personnages, Puech en représente quatre en haut-relief à la base de la colonne : un Débardeur, une Lorette, un Rapin et un Arlequin. C'est à Paris le seul endroit où est évoqué le Carnaval de Paris qui disparaît en 1950 après avoir été une très importante manifestation depuis des siècles.
Sur les quatre faces du piédestal, des mascarons de bronze, représentant des figures typiques de personnages du XIXe siècle, sont destinées à déverser un filet d'eau, mais la fontaine est très rarement en fonction. L'ensemble est entouré d'une grille.

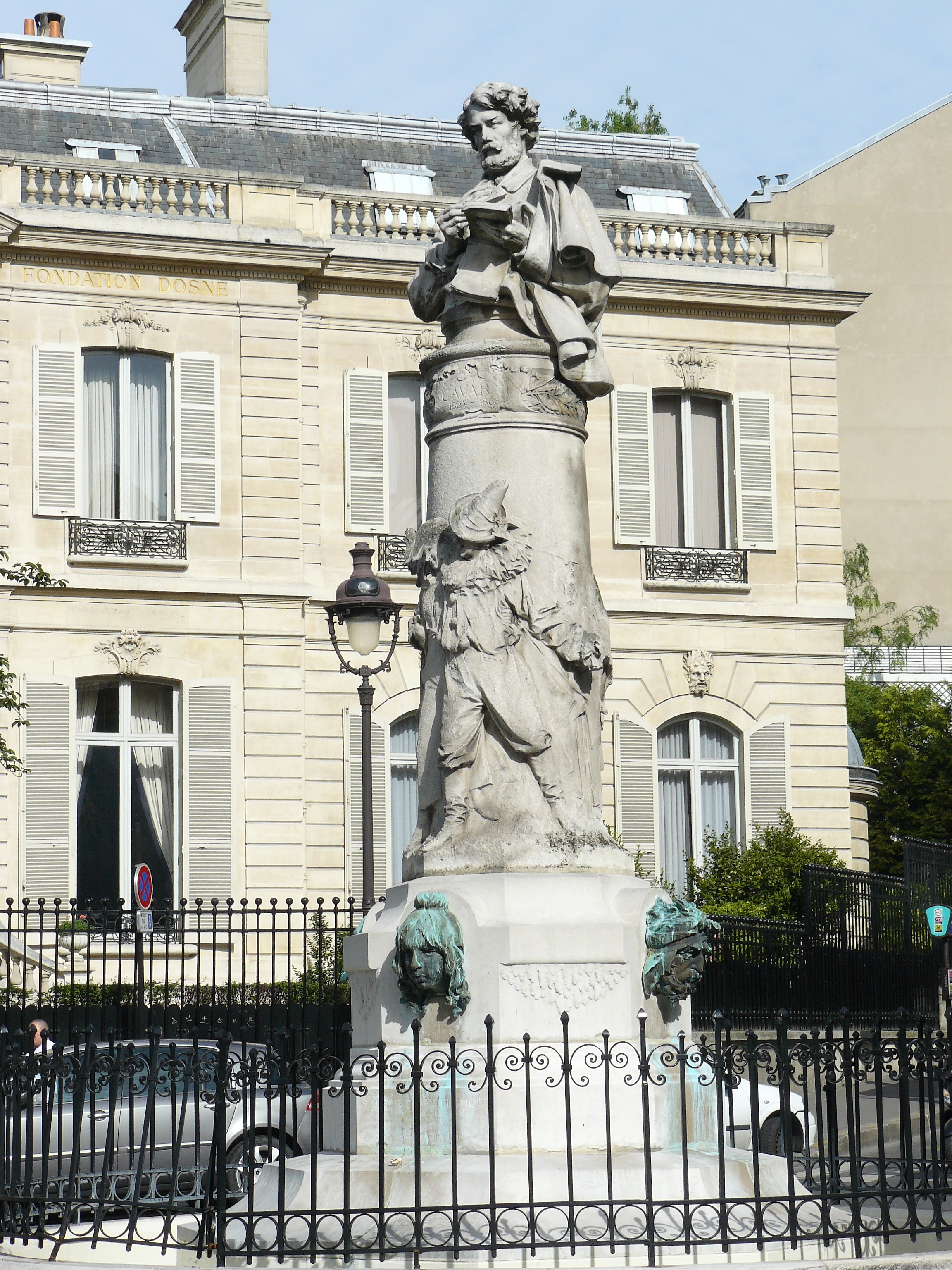
Vue d'ensemble du monument.
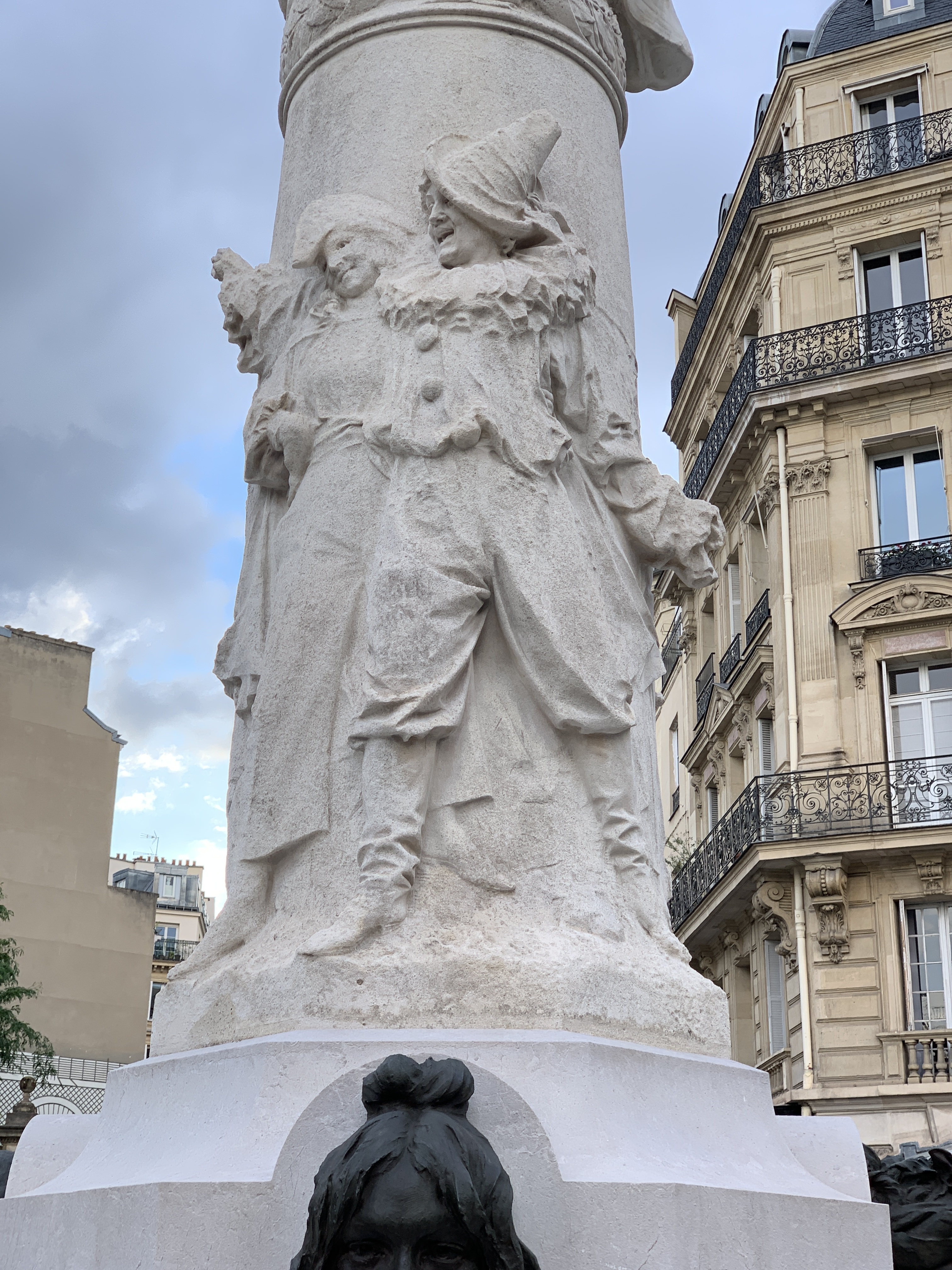
Détail des personnages du Carnaval de Paris à la base de la colonne.
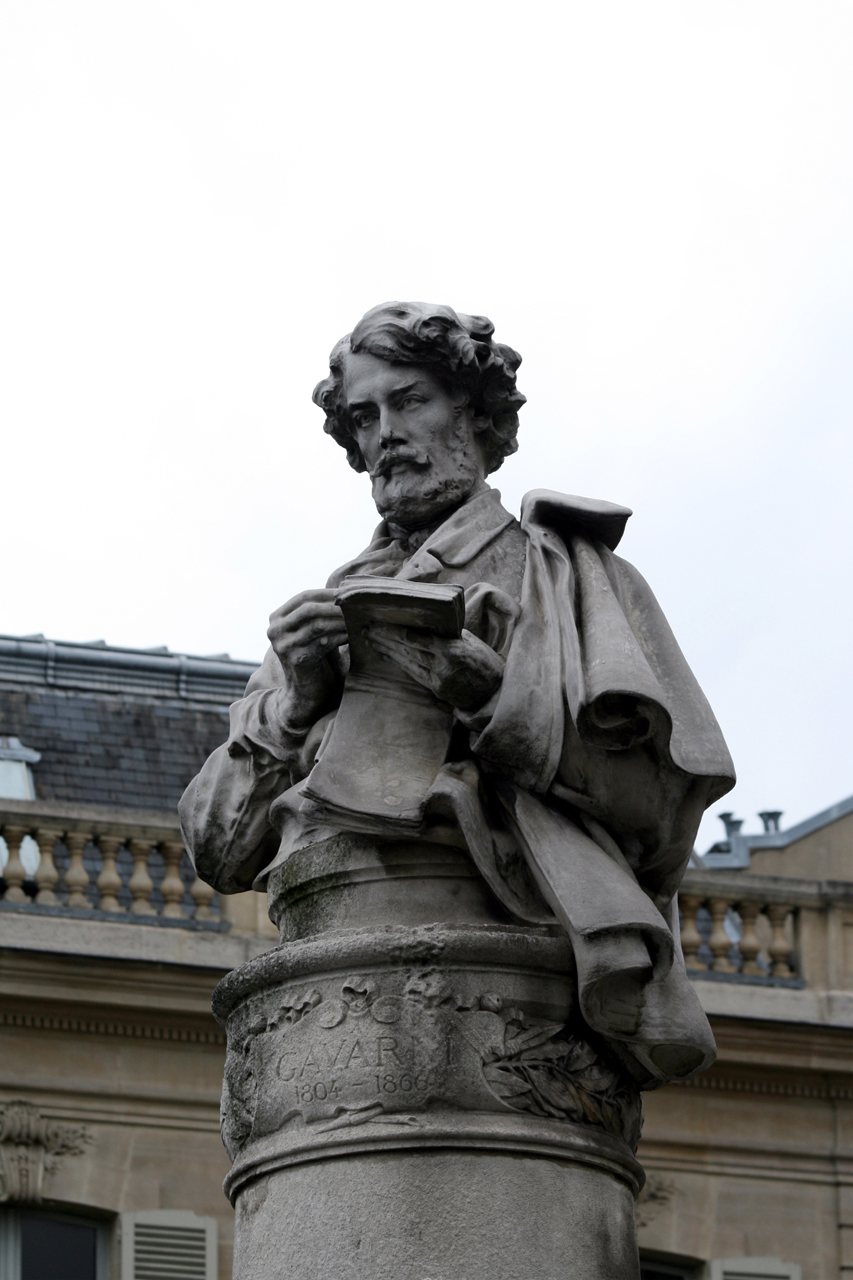
Détail du buste de Gavarni au sommet de la colonne.